# Clive Mendonca
Pour les articles homonymes, voir Mendonça.
Clive Paul Mendonca, couramment appelé Clive Mendonca, est un footballeur anglais, né le 9 septembre 1968 à Sunderland. Évoluant au poste d'avant-centre, il est principalement connu pour ses saisons à Rotherham United, Grimsby Town et Charlton Athletic.

## Biographie

### Carrière de joueur
Natif de Sunderland, il commence sa carrière à Sheffield United en 1986. Il ne parvient pas à s'imposer et après un prêt à Doncaster Rovers, il est transféré à Rotherham United où il devient un joueur important de l'effectif, au point d'intéresser de nouveau Sheffield United qui le rachète 3 ans après l'avoir vendu.
Toutefois, sa deuxième tentative à Sheffield United, alors en First Division n'est pas forcément plus convaincante et il est prêté dès avant la fin de la saison 1991-92 à Grimsby Town qui évolue en Division Two. Lors de ce prêt, il inscrit 3 buts en 10 matchs ce qui convainc les dirigeants de le recruter définitivement.
Il reste cinq saisons à Grimsby Town, marquant 60 buts en 166 matches (dont 57 buts en 156 matchs de championnat). Il termine meilleur buteur du club deux saisons, en 1993-94 avec 14 buts et 1996-97 avec 19 buts. Malheureusement, à l'issue de la saison 1996-97, le club est relégué en D3 et Mendonca quitte le club pour s'engager pour Charlton Athletic, alors en D2.
Dès sa première saison avec son nouveau club, il obtient la promotion en Premier League grâce aux playoffs, avec Mendonca inscrivant 28 buts dans la saison, dont un coup du chapeau lors de la finale du playoff de promotion contre Sunderland, qui se termine par un match nul 4-4, remporté finalement par Charlton Athletic, à la suite de la séance de tirs au but.
La saison 1998-99 en Premier League commence de la meilleure manière pour Mendonca. Dès le premier match à domicile, le 22 août 1998, il inscrit un coup du chapeau lors d'une victoire 5-0 contre Southampton. Malheureusement, c'est à partir de cette saison que Mendonca commence à subir des séries de blessures à répétition qui vont totalement gâcher sa fin de carrière. En effet, même s'il reste officiellement dans l'effectif du club jusqu'en février 2002 (date à laquelle il annonce sa retraite), il ne joue plus à partir du début de la saison 1999-2000.
Le 9 août 2003, il participe à son jubilé, un match contre NEC Nimègue (1-1). Après sa retraite, il se reconvertit pour travailler sur les plates-formes pétrolières, recevant une subvention de la part de la Professional Footballers' Association pour la formation en vue de sa reconversion. En 2012, il est intronisé au temple de la renommée de Charlton Athletic.

### Vie personnelle
Il est le neveu du joueur de cricket guyanien Ivor Mendonca.